# Гайнц Френкель-Конрат
Гайнц Людвіг Френкель-Конрат (29 липня 1910, Бреслау, Німеччина, нині Вроцлав, Польща)— 10 квітня 1999, Окленд, США, Каліфорнія) — німецько-американський біохімік, праці котрого сприяли виявленню взаємодоповнюючої ролі структурних компонентів вірусів (ядра рибонуклеїнової кислоти та огортаючої білкової оболонки).
Мати — Лілі Конрат, батько — Людвіг Френкель, професор, гінеколог, директор жіночої клініки при університеті Бреслау. Людвіг Френкель був видатним гінекологом і медичним дослідником, який публікував численні праці на теми ендокринної системи, соціальної гінекології та сексології протягом перших десятиліть 20-го століття. Коли до влади прийшли нацисти, його, як і багатьох інших вчених єврейської національності, було звільнено з роботи.
Спочатку Френкель-Конрат вивчав медицину в університеті Бреслау, став доктором медицини у 1933 році. Того ж року, рятуючись від нацизму, що набирав сили у гітлерівській Німеччині, він утік до Шотландії, м. Единбург, вступив до місцевого університету, де зацікавився біохімією.
У 1936 році отримав ступінь доктор філософії, після чого емігрував до Сполучених Штатів.
У 1940 році Френкель-Конрат відвідав свою рідну сестру Майю у Бразилії, одружену з біохіміком Карлом Слотта, піонером у вивченні прогестерону, естріолу і медичного використання отрути. На той час Карл Слотта, теж уродженець Бреслау, працював директором Інституту Бутантан у Сан-Паулу (з 1935 р. по 1948 р.). Упродовж одного року Френкель-Конрат залишався в Інституті Бутантан, проводячи різні біохімічні дослідження.
У 1941 році повернувся і отримав громадянство США.
Протягом 10 років працював на кафедрі Західного регіонального відділення науково-дослідної Лабораторії сільського господарства.
У 1952 році перейшов працювати в Каліфорнійський Університет, Берклі.
У 1956 році Френкель-Конрат розщепив за допомогою фенолу попередньо очищений препарат вірусу тютюнової мозаїки (ВТМ) на білкову частину вірусної частинки і на нитки нуклеїнової кислоти. Хоч окремо вони не виявляли вірусної активності, проте після їхнього повторного об'єднання інфекційна здатність нуклеопротеїду відновилася. Френкель-Конрат назвав це явище «реконструкцією», тобто розбирання на складові та зворотне складання частинок вірусу. Він також довів, що властивості певного штаму вірусу визначаються виключно нуклеїновою кислотою, що входить до складу цього штаму вірусу.
1958 р. — присвоєне вчене звання професора в Каліфорнійському університеті.
1974 року обраний членом Національної академії наук.
У 1981 році завершивши серію експериментів над вірусом тютюнової мозаїки, став почесним професором.
Френкель-Конрат розібрав вірус на неінфекційний білок і майже неінфекційний компонент нуклеїнових кислот, а потім, комбінуючи ці компоненти, йому вдалося відтворити повністю інфекційний вірус. Дослідження цієї реакції відновлення привели до відкриття того факту, що інфекційність вірусу знаходиться в тій ділянці нуклеїнової кислоти вірусу, який за відсутності вірусного білка розщеплюється РНК-розщеплення ферментами, або нуклеазами.
Френкель-Конрат виявив, що навіть чиста нуклеїнова кислота вірусу тютюнової мозаїки може заразити рослину, викликаючи типову картину захворювання. Для цього він заразив листя тютюну, застосовуючи пасту з «чистої» РНК (без білкової оболонки), щоб показати, що РНК є відповідальною за вірусну інфекційність. Більш того, йому вдалося штучно створити вегетативні гібриди з вірусів, у яких білковий футляр належав одному виду, а нуклеїнова кислота — іншому. Генетична інформація гібридів завжди відповідала тому вірусу, чия нуклеїнова кислота входила до складу гібрида. Б1Н1 (здоровий) → Б1Н2 (гібрид) → Б2Н2 (хворий).
Разом із Ґергардом Шраммом і Альфредом Д. Герші він був співотримувачем Премії Альберта Ласкера за фундаментальні дослідження у 1958 році і двічі — стипендіатом Ґуґґенгайма (1963, 1967).
У дослідженні вірусології він часто співпрацював з дружиною Беатріс біохіміка Б. Зінгера.
У останні роки свого життя Гайнц Френкель-Конрад брав участь у дослідженнях нейротоксинів зміїної отрути і хімічного канцерогенезу.